# دیوید یورمن
دیوید یورمن (انگلیسی: David Yurman) به عنوان یکی از برندهای لوکس مد، فشن و جواهرات در سال ۱۹۸۰ میلادی توسط دیوید یورمن و همسرش در نیویورک پایه‌گذاری شد.